# Тихон (патриарх Московский)

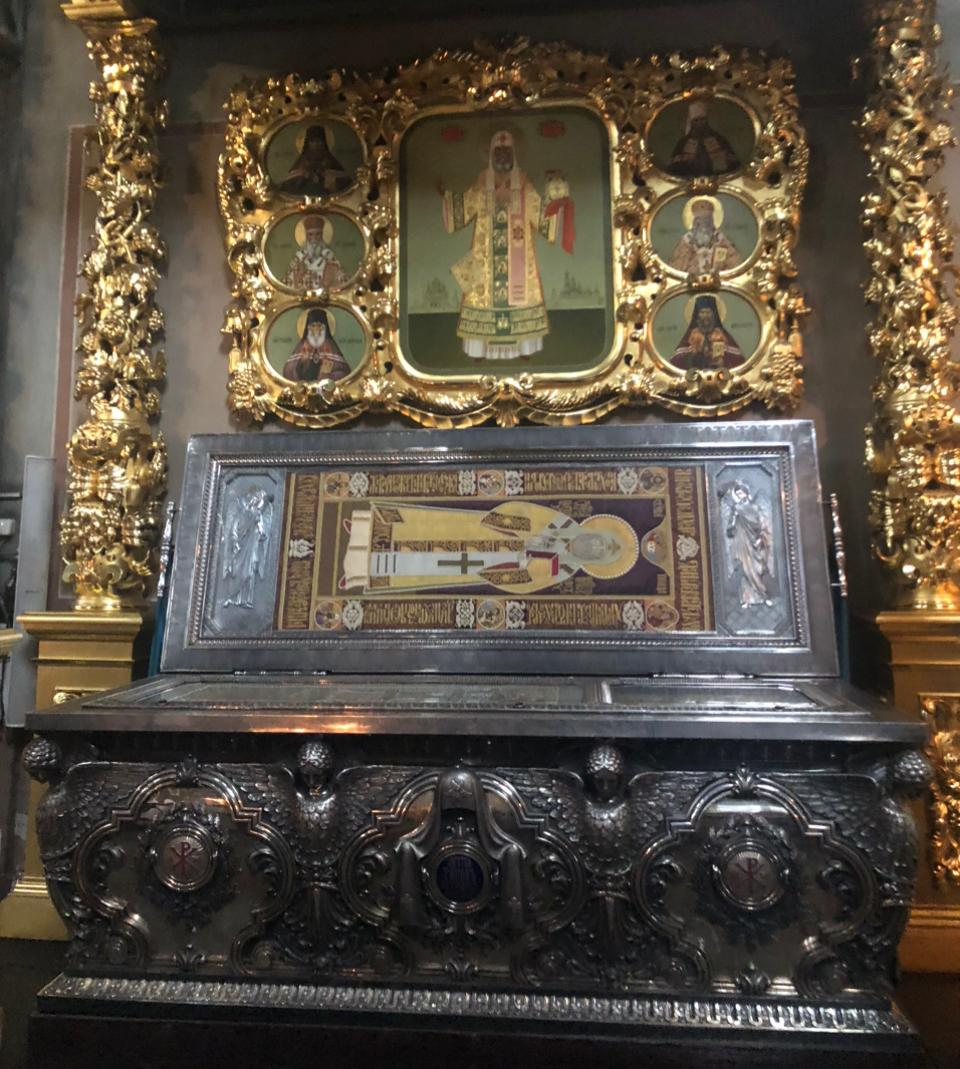
Рака с мощами святителя Тихона. Собор Донской иконы Богоматери Донского монастыря

Патриа́рх Ти́хон (в миру Васи́лий Ива́нович Белла́вин; 19 [31] января 1865, погост Клин, Торопецкий уезд, Псковская губерния — 7 апреля 1925, Москва) — епископ Православной российской церкви; с 21 ноября (4 декабря) 1917 года по 25 марта (7 апреля) 1925 — патриарх Московский и всея России, первый после восстановления патриаршества в России.
Как указывается в Православной энциклопедии, Патриарх Тихон — «одна из наиболее значимых личностей в церковной истории послереволюционной России. Ни один иерарх Русской Церкви не привлекал к себе такого пристального, сострадательного и почтительного внимания всего нашего народа, какое привлекал и привлекает Т[ихон]». 1 ноября 1981 года Архиерейским собором РПЦЗ канонизирован в лике исповедников со включением в Собор новомучеников и исповедников Российских и 9 октября 1989 года прославлен Архиерейским собором Русской православной церкви.

## Дореволюционная деятельность

### Семья, образование, постриг, рукоположение
Василий родился в приходе Воскресенской церкви погоста Клин Торопецкого уезда Псковской губернии (ныне деревня в Куньинском районе Псковской области), в семье потомственного священника Иоанна Тимофеевича Беллавина (1824—1894); позднее родитель был переведён в приход Спасо-Преображенской церкви города Торопца, в Псковской епархии. Фамилия Беллавин была довольно распространена на Псковщине среди лиц духовного звания.
У Василия Беллавина было трое братьев, которые умерли, не дожив до старости. Мать, Анна Гавриловна, скончалась в ночь с 29 на 30 апреля 1904 года , после чего у него не осталось близких родственников. С юных лет Василий отличался религиозной настроенностью, любовью к Церкви, кротостью и смирением.
Девяти лет от роду Василий поступил в Торопецкое духовное училище, а в 1878 году, по окончании училища, покинул родительский дом, чтобы продолжить образование в Псковской духовной семинарии. Протоиерей А. П. Рождественский вспоминал: «Товарищи любили его, но к этой любви всегда присоединялось и чувство уважения, объяснявшееся его неуклонной, хотя и вовсе не аффектированной, религиозностью, блестящими успехами в науках и всегдашнею готовностью помочь товарищам, неизменно обращавшимся к нему за разъяснениями уроков. <…> Замечательно, что товарищи в семинарии шутливо называли его „архиереем“».
После семинарии поступил в Санкт-Петербургскую духовную академию, где среди товарищей имел прозвище «Патриарх». Среди его однокурсников были Иван Никифоровский, преподаватель Витебской духовной семинарии и миссионер в Самарской губернии, а также протопресвитер Константин Изразцов, клирик РПЦЗ, затем Северо-Американской митрополии в Южной Америке, который вспоминал Василия: «Во всё время академического курса он был светским и ничем особенным не проявлял своих монашеских наклонностей. Его монашество после окончания Академии поэтому для многих его товарищей явилось полной неожиданностью».
В июне 1888 года двадцати трёх лет от роду окончил духовную академию со степенью кандидата богословия и правом получения степени магистра без нового устного испытания. 11 июня 1888 года приказом обер-прокурора Святейшего синода назначен преподавателем основного, догматического и нравственного богословия в Псковскую духовную семинарию.
14 (26) декабря 1891 на 26-м году жизни Василий Беллавин был пострижен в монашество с именем Тихон в честь святителя Тихона Задонского епископом Псковским и Порховским Гермогеном (Добронравиным). На следующий день, 15 (27) декабря 1891, в кафедральном соборе Пскова инок Тихон был рукоположён в сан иеродиакона. В следующее архиерейское служение, 22 декабря 1891 (3 января 1892), иеродиакон Тихон был рукоположен в сан иеромонаха.
В марте 1892 года определением Святейшего синода назначен инспектором Холмской духовной семинарии; в июне 1892 года — ректором Казанской с возведением в сан архимандрита, а в июле — ректором Холмской семинарии. Состоял председателем Холмско-Варшавского училищного совета, Совета Холмского Свято-Богородицкого братства и цензором братских изданий, был благочинным женских монастырей епархии.
19 октября 1897 года на 34-м году жизни рукоположён во епископа Люблинского, викария Холмско-Варшавской епархии. Хиротония была совершена в Троицком соборе Александро-Невской лавры митрополитом Петербургским и Ладожским Палладием при участии других архиереев.

### Деятельность в Северной Америке

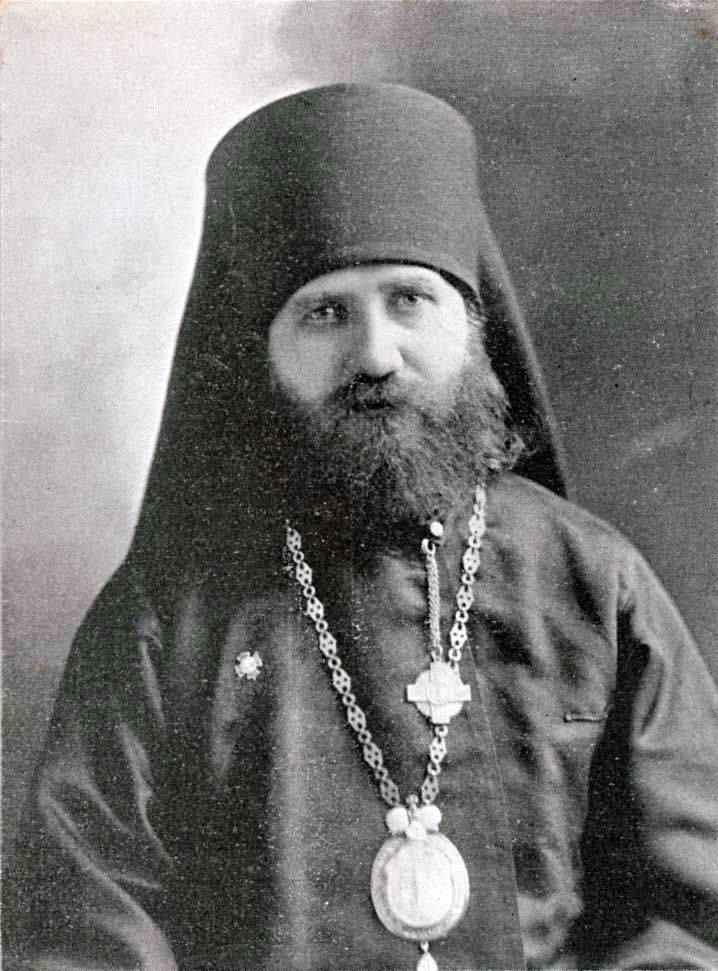
Епископ Алеутский и Аляскинский Тихон вскоре по приезде в Америку. 1898 год

14 сентября 1898 года назначен епископом Алеутским и Аляскинским; с 17 января 1900 года — епископ Алеутский и Северо-Американский.
30 ноября 1898 года епископ Тихон прибыл в Америку. Уже в первый год своего архипастырского служения в Америке святитель Тихон предпринял миссионерское путешествие из Сан-Франциско на Аляску. За 78 дней этого трансконтинентального первого миссионерского путешествия по Северо-Американскому континенту владыка преодолел расстояние более 11 000 километров. Он был первым епископом, посетившим отдалённые районы Аляски за 55 лет.
29 ноября 1903 года высочайше утверждён доклад Святейшего синода об учреждении Аляскинского викариатства в Североамериканской епархии; викарием повелено быть наместнику Чудова монастыря архимандриту Иннокентию (Пустынскому).
1 февраля 1904 года власти согласились на возведение архимандрита Рафаила (Хававини) в епископа Бруклинского, 2-го викария. Хиротония состоялась 29 февраля 1904 года в храме святителя Николая в Бруклине (храм на Pacific Street был приобретён сиро-арабами в 1902 году), её совершали епископ Тихон и епископ Иннокентий (Пустынский). Эта хиротония была первой православной хиротонией в Америке.
5 мая 1905 года возведён в сан архиепископа (архиепископ Алеутский и Североамериканский).
По предложению владыки Тихона, 1 (14) сентября 1905 года архиерейская кафедра была перенесена из Сан-Франциско в Нью-Йорк, где попечением епископа и стараниями протоиерея Александра Хотовицкого к 1903 году был выстроен Николаевский собор в Манхэттене.
В 1905 году в Миннеаполисе была открыта первая в США православная духовная семинария, в 1912 году переведённая в Тенафлай, Нью-Джерси; в 1923 году Свято-Платоновская семинария в Тенафлай была закрыта из-за отсутствия финансовых средств.
В епископство Тихона имели место случаи перехода ряда американцев из инославия в лоно Российской церкви. Так, бывший священник Епископальной церкви США Нафанаил Ингрэм Ирвин (Ingram N. W. Irvine) был хиротонисан во пресвитера архиепископом Тихоном в Нью-Йорке 23 октября 1905 года.
При его деятельном участии продолжился и завершился перевод богослужебных текстов на английский язык: перевод Евхология на английский выполнен Изабель Хэпгуд (Isabel Hapgood) с греческого и церковнославянского языков.
При нём были открыты десятки новых храмов, активную роль в строительстве и организации приходов при которых принимало Русское православное кафолическое общество взаимопомощи. По предложению последнего архиепископ Тихон благословил иеромонаха Арсения (Чаговцова) на строительство первого православного монастыря в Северной Америке (Саут-Кейнан, штат Пенсильвания), при котором была устроена школа-приют для сирот.
При Тихоне в состав епархии вошли 32 общины, пожелавшие перейти из униатства в православие, что явилось продолжением «движения Товта», приведшего в православие около 250 тысяч русинских грекокатоликов. С 1903 по 1908 год Тихону приходилось преодолевать также последствия серафимитского раскола в Канаде, связанного с деятельностью Степана Уствольского, главы самопровозглашённой Православной церкви всероссийского патриаршества.

### На Ярославской и Виленской кафедрах

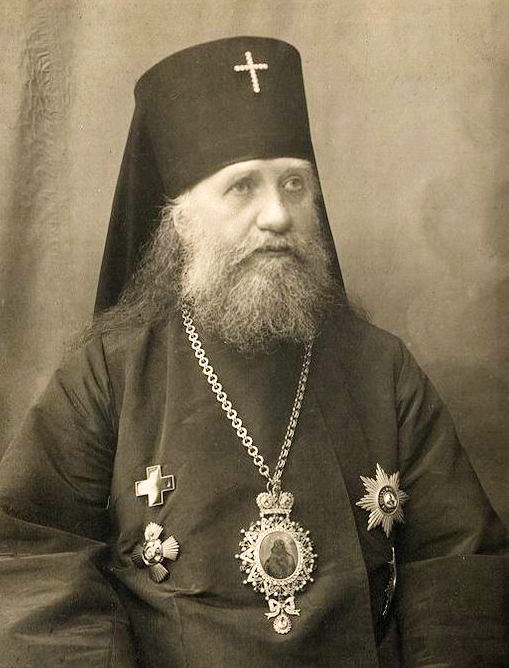
Архиепископ Виленский и Литовский Тихон (Беллавин)

25 января 1907 года последовал перевод на кафедру Ярославскую и Ростовскую (13 марта отбыл из Америки).
Прибыл поездом в Ярославль в 2 часа дня 11 апреля 1907 года; был встречен на вокзале, среди прочих лиц, своим викарием — епископом Угличским Евсевием (Гроздовым). Его викариями в Ярославской епархии позднее были: Угличский Иосиф (Петровых) — с 1909 года; Рыбинский Сильвестр (Братановский) — с 1910 года.
Состоял почётным председателем ярославского отделения Союза русского народа.
В ходе празднования 300-летия дома Романовых встречал императорскую семью при входе в Успенский собор Ярославля, затем давал императору объяснения в Спасском монастыре, бывшем местом пребывания царя Михаила Фёдоровича в 1613 году.
22 декабря 1913 года, вследствие, согласно некоторым свидетельствам, конфликта с ярославским губернатором графом Д. Н. Татищевым, был переведён в Вильну (Северо-Западный край). При переводе из Ярославля Городская дума Ярославля почтила его титулом «Почётного гражданина города Ярославля»; Святейший синод в сентябре 1914 года разрешил ему принять звание — «случай избрания епископа почётным гражданином города является чуть ли не единственным в истории Русской Церкви». Покинул Ярославль 20 января 1914 года после напутственного молебна в соборе Спасского монастыря, провожаемый, среди прочих, губернатором графом Татищевым.
В Вильне сменил архиепископа Агафангела (Преображенского). Во время Первой мировой войны был в эвакуации в Москве.
В это время архиепископ Тихон пользуется большой популярностью в народе, по некоторым источникам, для благословения к нему приходили даже католики и староверы.
Высочайший рескрипт, данный ему 6 мая 1916 года, гласил: «Ваши непрестанные святительские заботы о благе паствы вашей <…> снискали Моё Монаршее благоволение, в изъявление коего Всемилостивейше жалую вам препровождаемый при сем бриллиантовый крест для ношения на клобуке».
10 сентября 1916 года посетил прифронтовую Княгининскую церковь на станции Кривичи.

## После падения монархии
9 марта 1917 года после Февральской революции подписал воззвание Синода, в котором говорилось: «Свершилась воля Божия. Россия вступила на путь новой государственной жизни. Да благословит Господь нашу великую Родину счастьем и славой на её новом пути».
Несмотря на это, обер-прокурор Святейшего синода во Временном правительстве Владимир Львов в середине апреля подобрал на летнюю сессию новый состав Синода, в который из прежних членов вошёл только архиепископ Сергий (Страгородский). До того архиепископ Виленский Тихон вызывался на зимнюю сессию Синода 1916—1917 годов; в новый состав Синода вызван не был.

### Избрание московским святителем

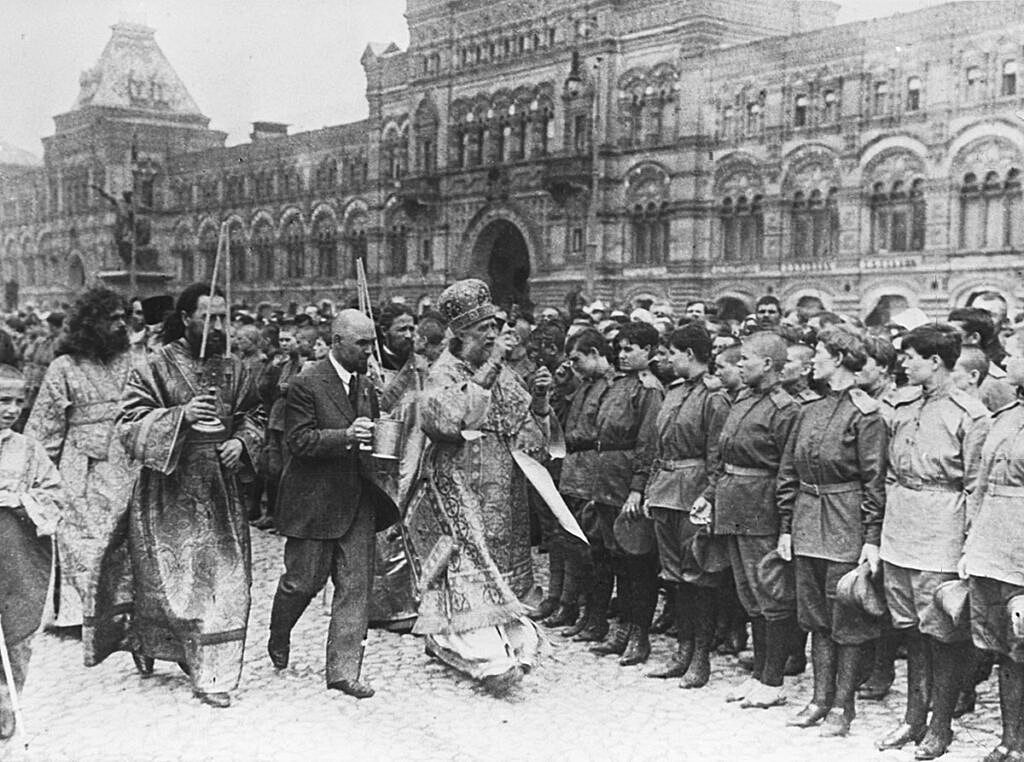
Тихон как московский митрополит благословляет 2-й Московский женский батальон смерти перед отправкой на фронт, 1917 год, Москва, Красная площадь (фото из журнала «Искра»)

В мае 1917 года в Российской церкви была введена выборность епархиальных структур церковного управления; летом того же года в ряде епархий прошли выборы правящих архиереев. 19 июня 1917 года в Москве открылся Съезд духовенства и мирян Московской епархии для выборов возглавителя епархии: 21 июня, посредством тайного голосования, правящим архиереем Москвы был избран архиепископ Тихон. Определение Святейшего синода от 23 июня (ст. ст.) 1917 года № 4159 постановляло:
Избранному свободным голосованием клира и мирян московской епархии на кафедру московского епархиального архиерея, архиепископу литовскому и виленскому Тихону — быть архиепископом московским и коломенским, Свято-Троицкия Сергиевы лавры священно-архимандритом без возведения в сан митрополита до решения этого вопроса собором.
Определением Святейшего синода от 13 августа 1917 года № 4979, утверждённым Временным правительством 14 августа, был возведён в сан митрополита.

### Избрание патриархом Всероссийским
15 августа 1917 года, в день Успения Богородицы, литургией, совершённой митрополитом Владимиром (Богоявленским) в кремлёвском Успенском соборе, открылся Всероссийский Поместный собор 1917—1918 годов. Более половины участников Собора были миряне. Согласно уставу Собора, право голоса было даровано священнослужителям и мирянам наравне с архиереями, но архиерейское совещание имело право вето по отношению к решениям, принятым на пленарных заседаниях. На Соборе разгорелась оживлённая дискуссия о потребном высшем церковном управлении. Далеко не все участники высказывались за реставрацию патриаршества; против выступала значительная группа профессоров-богословов. 25 октября (7 ноября по новому стилю) произошла Октябрьская революция. 28 октября (10 ноября) на Соборе было принято решение о восстановлении патриаршества.

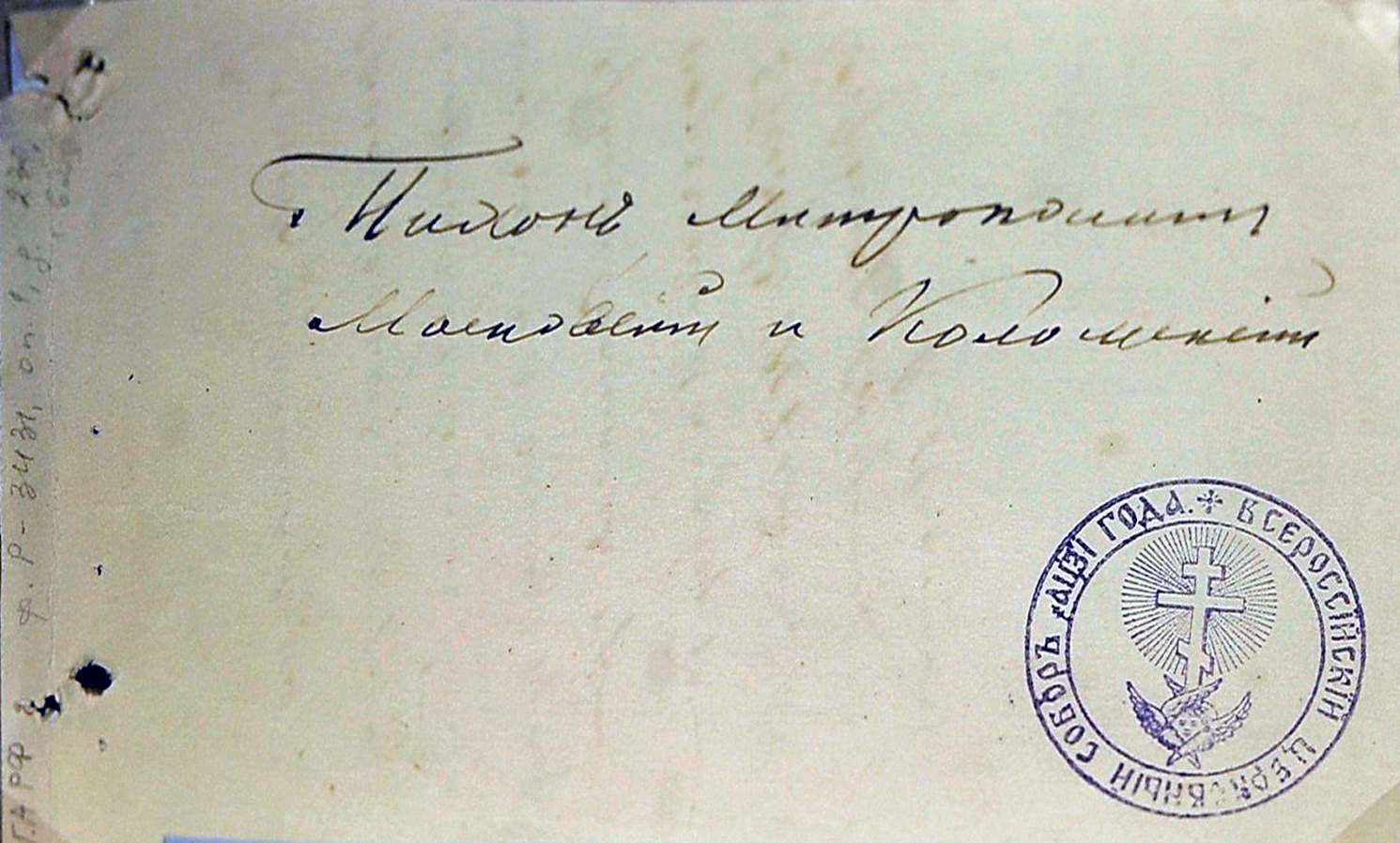
Жребий с именем митрополита Тихона

Избрание было решено проводить в два этапа: тайным голосованием и посредством жребия. Наибольшее число голосов получили (по убывающей) архиепископ Харьковский Антоний (Храповицкий), архиепископ Новгородский Арсений (Стадницкий) и Тихон, митрополит Московский. 5 (18) ноября 1917, после литургии и молебна в храме Христа Спасителя, старец Зосимовой пустыни Алексий (Соловьёв) вынул жребий пред Владимирской иконой Божией Матери, перенесённой из расстрелянного незадолго до того Успенского собора; митрополит Киевский Владимир (Богоявленский) огласил имя избранного: «митрополит Тихон». Таким образом, избранником оказался кандидат, набравший наименьшее количество голосов. В тот же день, в 3 часа пополудни, все архиереи — члены Собора собрались в Троицком подворье на Самотёке (резиденции Московских митрополитов). По пении Тон деспо́тин, к наречённому патриарху обратился с речью архиепископ Антоний (Храповицкий) (кандидат, набравший наибольшее число голосов), сказав, в частности:
Сие избрание нужно назвать по преимуществу делом Божественного Промысла по той причине, что оно было бессознательно предсказано друзьями юности, товарищами Вашими по академии. Подобно тому, как полтораста лет тому назад мальчики в Новгородской бурсе, дружески, шутя над благочестием своего товарища Тимофея Соколова, кадили перед ним своими лаптями, воспевая ему величание, как Божиему угоднику, а затем их внуки совершали уже настоящее каждение пред нетленными мощами его, то есть Вашего небесного покровителя Тихона Задонского; так и Ваши собственные товарищи прозвали Вас патриархом, когда Вы были ещё мирянином и когда ни они, ни Вы сами не могли и помышлять о действительном осуществлении такого наименования.
7 (20) ноября наречённый патриарх отбыл в Троице-Сергиеву лавру, где пробыл несколько дней, о чём сохранились воспоминания архимандрита Кронида (Любимова), наместника лавры.
Интронизация состоялась 21 ноября 1917 года (4 декабря по н. ст.) в кремлёвском Успенском соборе, в праздник Введения во храм Пресвятой Богородицы.

### Деятельность Поместного Собора 1917—1918 годов

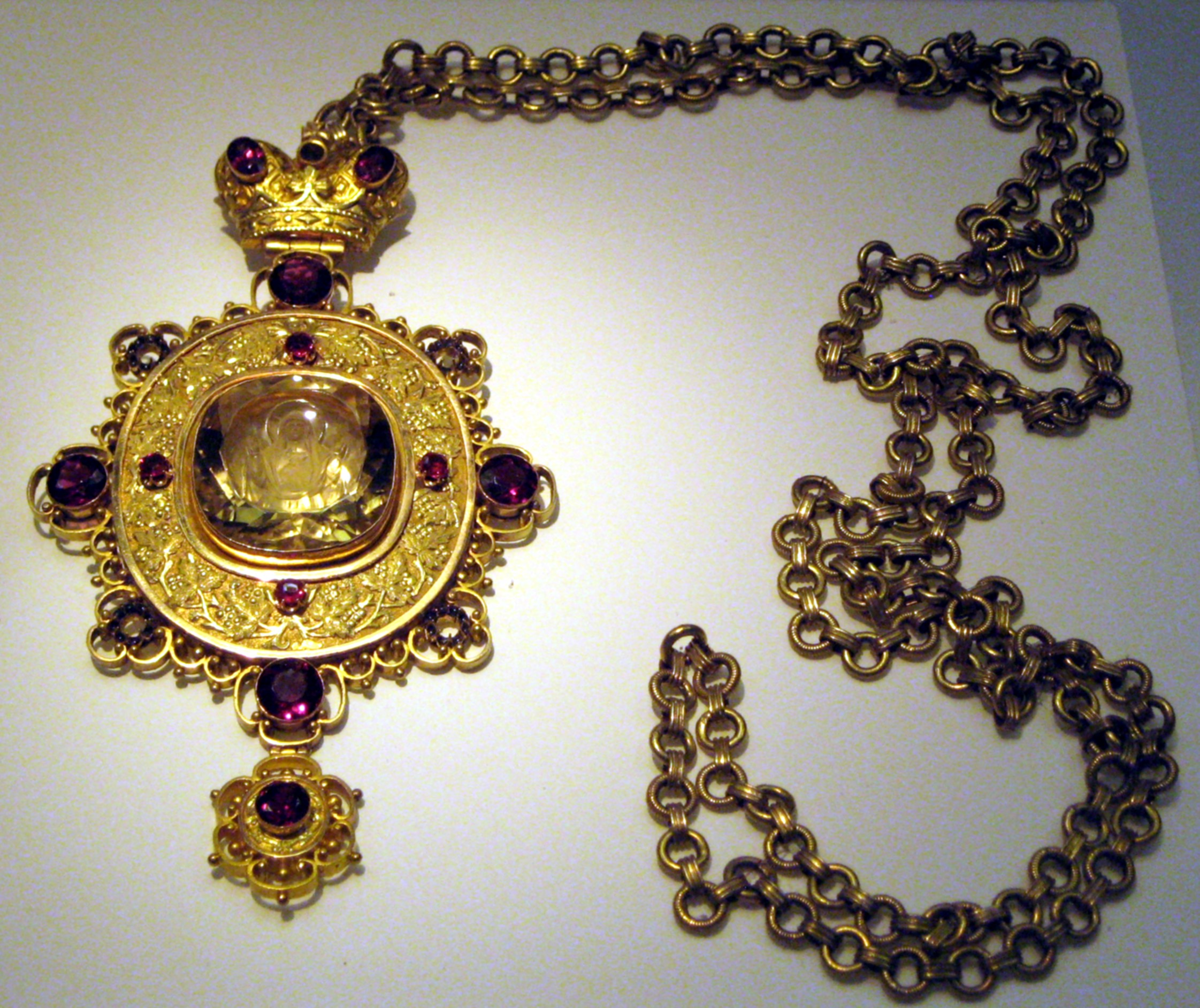
Панагия патриарха Тихона

Первая сессия собора приняла ряд нормативно-правовых документов для устроения церковной жизни в новых условиях: Определение о правовом положении Церкви в государстве, которое, в частности, предусматривало: первенствующее публично-правовое положение Православной Церкви в Российском государстве; независимость Церкви от государства — при условии согласования церковного и светского законоуложений; обязательность православного исповедания для главы государства, министра исповеданий и министра народного просвещения. Были утверждены Положения о Священном Синоде и Высшем Церковном Совете как высших органах управления в период между созывами поместных соборов.

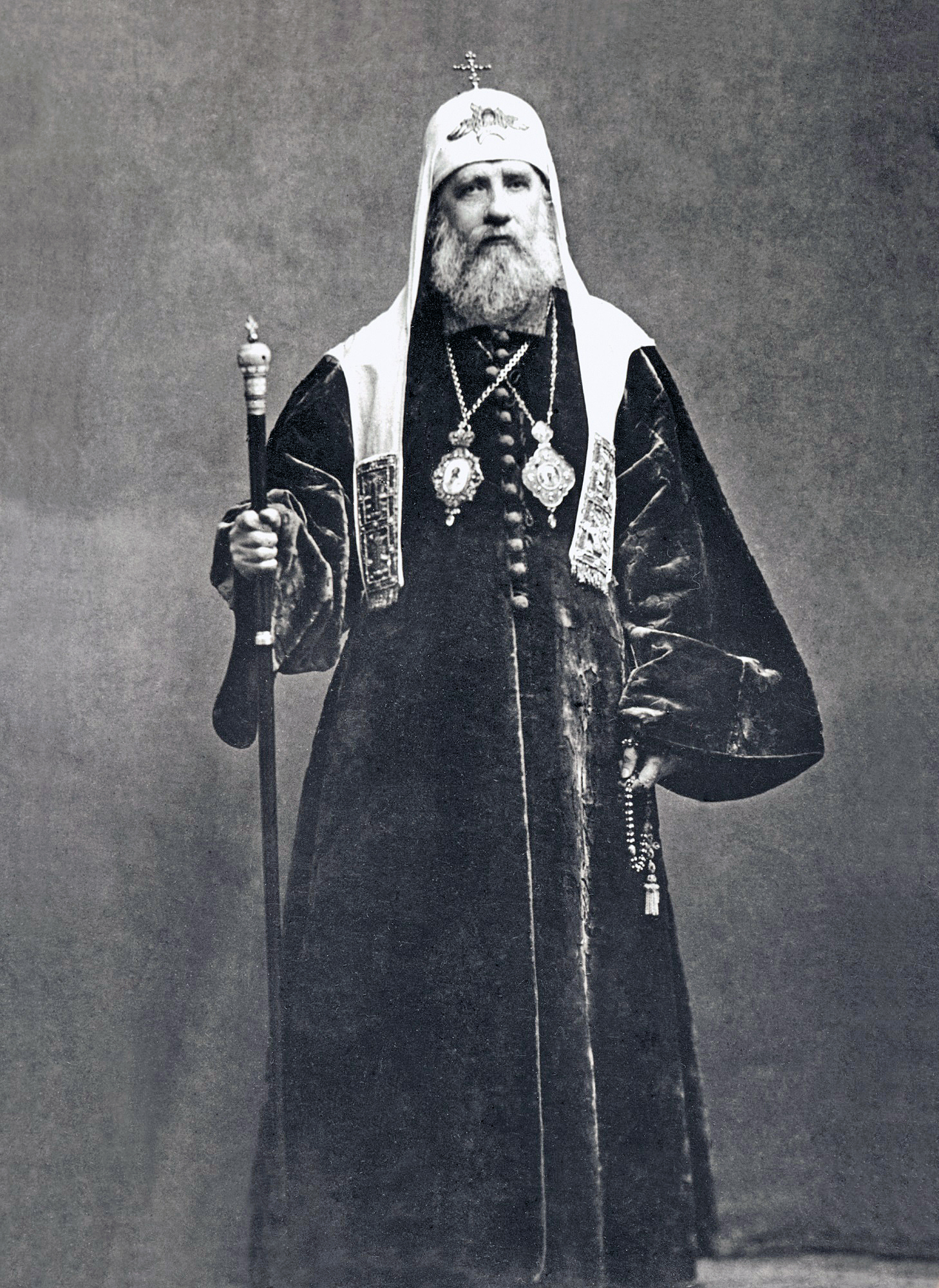
Патриарх Московский и всея России Тихон.

Вторая сессия открылась 20 января (2 февраля) 1918 года и закончилась в апреле. В условиях крайней политической нестабильности собор поручил Патриарху тайно назначить своих местоблюстителей, что он и исполнил, назначив митрополитов Кирилла (Смирнова), Агафангела (Преображенского) и Петра (Полянского) в качестве возможных своих преемников.
Поток вестей о расправах над духовенством, в особенности убийство митрополита Киевского Владимира (Богоявленского), побудил учредить особое поминовение исповедников и мучеников, «скончавших жизнь свою за православную веру». Были приняты Приходской устав, призванный сплотить прихожан вокруг храмов, а также определения об епархиальном управлении (предполагающем более активное участие в нём мирян), против новых законов о гражданском браке и его расторжении (последнее ни в коей мере не должно было затрагивать церковного брака) и другие документы.
20 сентября 1918 года Поместный Собор вынужденно прекратил свою продолжавшуюся 13 месяцев работу, не завершив её.

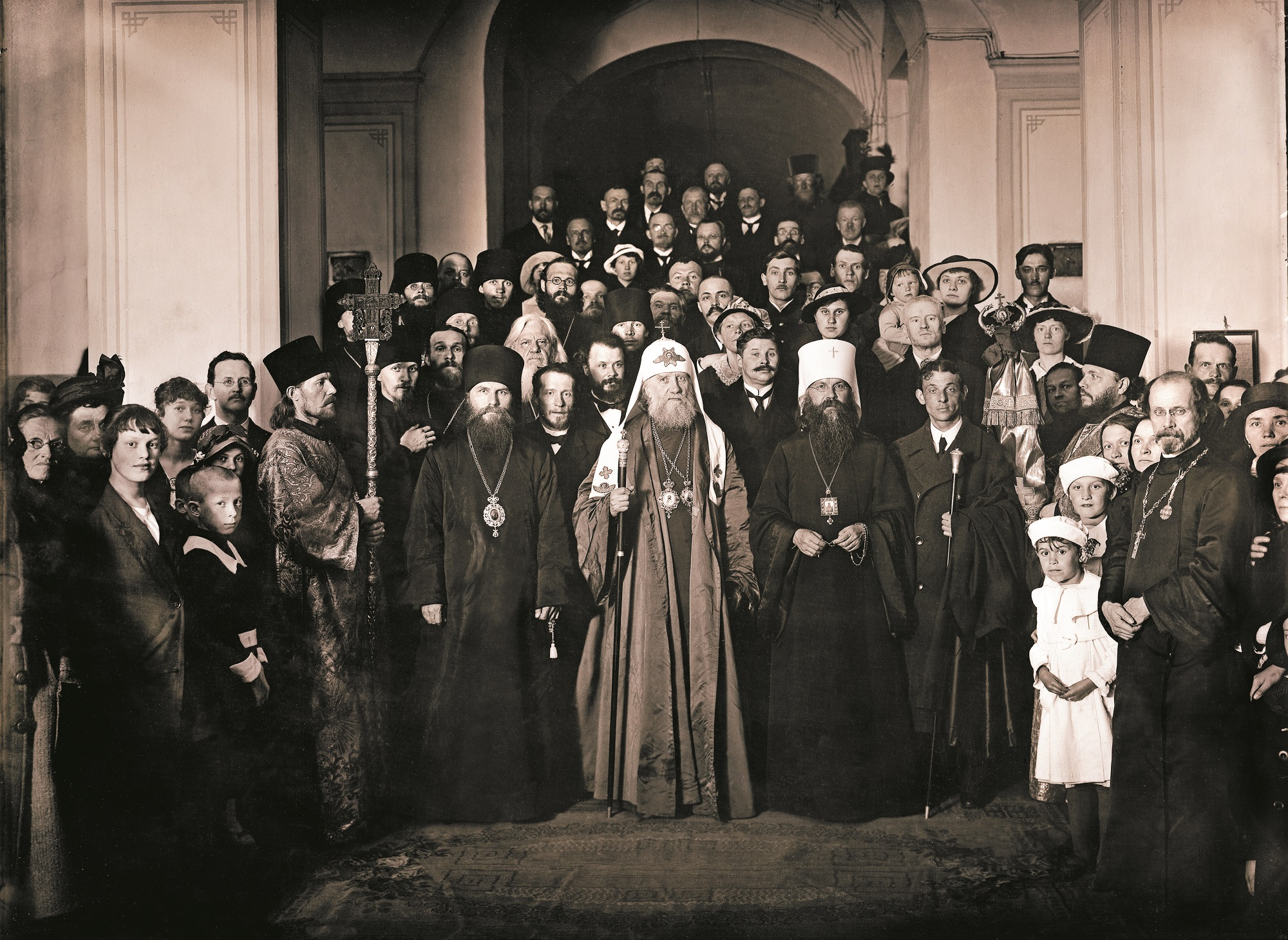
Посещение Патриархом Тихоном Санкт-Петербургской духовной академии 16 июня 1918 года.

### Анафема и другие общественно-политические заявления

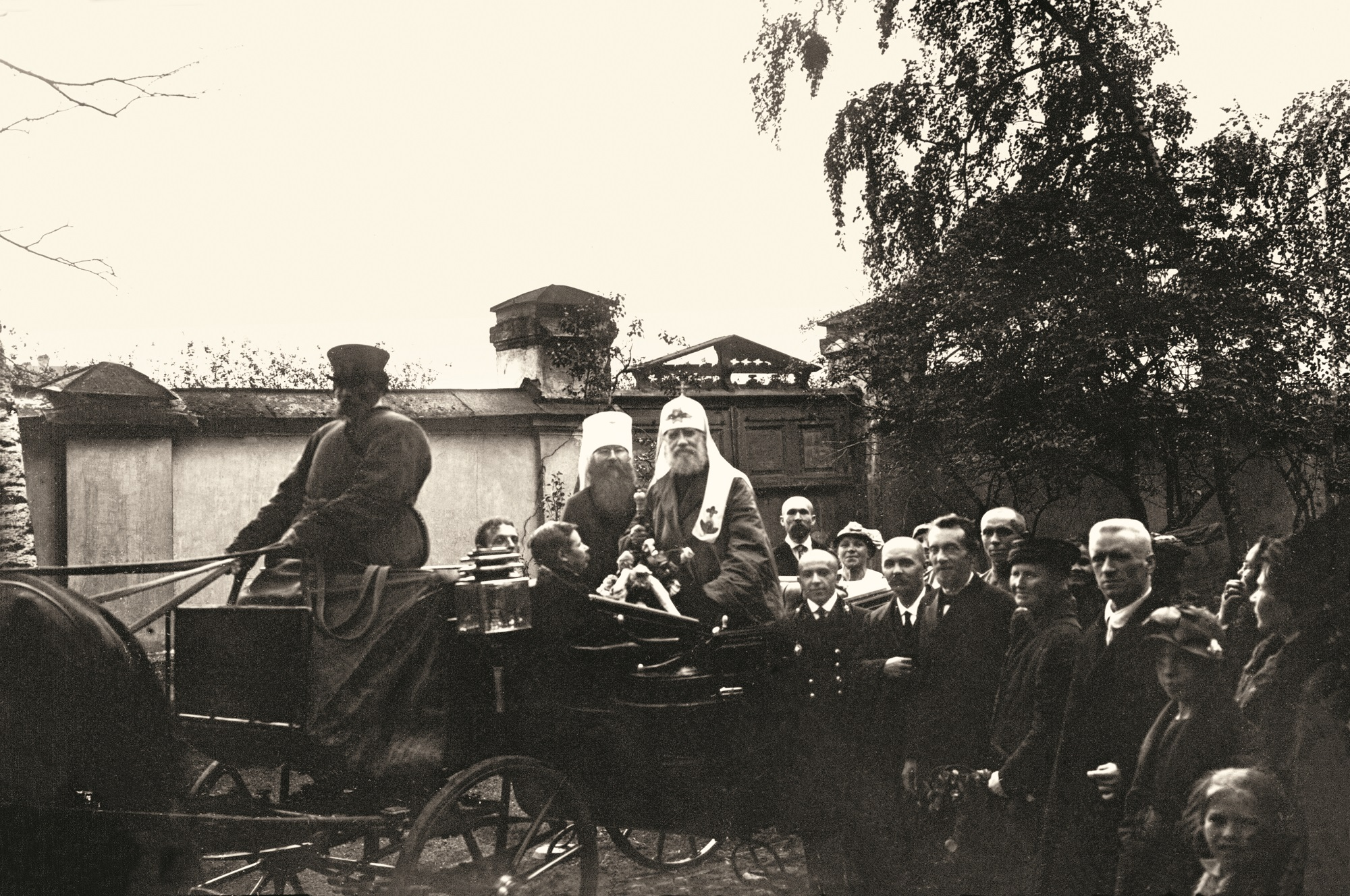
Патриарх Тихон с митрополитом Вениамином, Петроград 1918 г.

19 января (1 февраля) 1918 года патриарх Тихон издал своё знаменитое Послание, которое, в частности, гласило: «Гонение воздвигли на истину Христову явные и тайные враги сей истины и стремятся к тому, чтобы погубить дело Христово, и вместо любви христианской всюду сеют семена злобы, ненависти и братоубийственной брани. Забыты и попраны заповеди Христовы о любви к ближним: ежедневно доходят до Нас известия об ужасных и зверских избиениях ни в чём не повинных и даже на одре болезни лежащих людей, виновных только разве в том, что честно исполнили свой долг перед Родиной, что все силы свои полагали на служение благу народному. И всё это совершается не только под покровом ночной темноты, но и въявь, при дневном свете, с неслыханной доселе дерзостью и беспощадной жестокостью, без всякого суда и с попранием всякого права и законности совершается в наши дни во всех почти городах и весях нашей отчизны: и в столицах, и на отдалённых окраинах (в Петрограде, Москве, Иркутске, Севастополе и др.). Всё сие преисполняет сердце наше глубокою болезненною скорбию и вынуждает нас обратиться к таковым извергам рода человеческого с грозным словом обличения и прещения по завету св. апостола: „Согрешающих же пред всеми обличай, да и прочии страх имут“ (1Тим. 5:20)». Послание содержало в себе анафему: «Опомнитесь, безумцы, прекратите ваши кровавые расправы. Ведь то, что творите вы, не только жестокое дело, это поистине дело сатанинское, за которое подлежите вы огню геенскому в жизни будущей — загробной и страшному проклятию потомства в жизни настоящей земной. Властью, данною Нам от Бога, запрещаем вам приступать к Тайнам Христовым, анафематствуем вас, если только вы носите ещё имена христианские и хотя по рождению своему принадлежите к Церкви Православной. Заклинаем и всех вас, верных чад Православной Церкви Христовой, не вступать с таковыми извергами рода человеческого в какое-либо общение». Хотя в тексте не было указаний, что анафематствование касалось именно советской власти, но почти сразу эта анафема была воспринята как анафема большевикам, в том числе и ими самими.
Послание от 19 января 1918 года распространялось только по церковным каналам: через оглашение в храмах и путём раздачи листовок. Текст разошёлся по епархиям чрезвычайно быстро. Его появление имело важное моральное значение для сплочения клира и верующих мирян. Газеты «Известия», «Правда», «Социал-демократ», «Красная газета» и другие разразились в адрес Патриарха Тихона гневной критикой. Издания убеждали читателей, что единственная причина появления воззвания — это стремление «тунеядцев-попов» сохранить свои богатства. При этом те же «Известия» вынуждены были признать, что «голос патриарха» получил широкий отклик в обществе: он «не остался заглушенным и незамеченным». В Москве власти тут же предприняли меры к пресечению издания листков. 16 февраля 1918 года комиссар по делам вероисповеданий Моссовета В. П. Соловьёв подписал приказ о переходе Московской синодальной типографии в собственность Совета народных комиссаров. Кроме того, конфисковывались уже отпечатанные листовки. В результате большинство населения судило о содержании воззвания по коротким и не всегда правдивым комментариям в прессе, придававшим ему гораздо более сильное политическое звучание, и только способствовало утверждению версии о прямом анафемствовании большевиков патриархом Тихоном..
5 (18) марта 1918 году патриарх издал Послание по поводу заключения Брестского мира, в котором он написал:

Заключенный ныне мир, по которому отторгаются от нас целые области, населенные православным народом, и отдаются на волю чу́ждого по вере врага, а десятки миллионов православных людей попадают в условия великого духовного соблазна для их веры, мир, по которому даже искони православная Украина отделяется от братской России и стольный град Киев, мать городов русских, колыбель нашего крещения, хранилище святынь, перестает быть городом державы Российской, мир, отдающий наш народ и русскую землю в тяжкую кабалу, — такой мир не даст народу желанного отдыха и успокоения, Церкви же православной принесёт великий урон и горе, а отечеству неисчислимые потери.

21 июля 1918 года в слове, сказанном по Евангелии в Казанском соборе на Красной площади, осудил убийство Николая II и то, что «Исполнительный комитет одобрил это и признал законным».
Наиболее резким было его «Обращения к Совету Народных Комиссаров» от 26 октября 1918 года:

«Все, взявшие меч, мечем погибнут» (Мф. 26:52)
Это пророчество Спасителя обращаем Мы к вам, нынешние вершители судеб нашего отечества, называющие себя «народными» комиссарами. Целый год держите вы в руках своих государственную власть и уже собираетесь праздновать годовщину октябрьской революции, но реками пролитая кровь братьев наших, безжалостно убитых по вашему призыву, вопиет к небу и вынуждает Нас сказать вам горькое слово правды.
Захватывая власть и призывая народ довериться вам, какие обещания давали вы ему и как исполнили эти обещания?
По истине вы дали ему камень вместо хлеба и змею вместо рыбы (Мф. 7:9—10). Народу, изнурённому кровопролитной войной, вы обещали дать мир «без аннексий и контрибуций».
От каких завоеваний могли отказаться вы, приведшие Россию к позорному миру, унизительные условия которого даже вы сами не решились обнародовать полностью? Вместо аннексий и контрибуций великая наша родина завоёвана, умалена, расчленена и в уплату наложенной на неё дани вы тайно вывозите в Германию не вами накопленное золото.

23 сентября 1918 года патриарх приехал в Ярославскую епархию, где вместе с митрополитом Агафангелом провёл освящение новопостроенного Казанского собора Даниловского монастыря, который стал последним построенным в советской России собором. На освящении также присутствовали архидиакон Константин Розов и церковный композитор Василий Зиновьев.
20 ноября 1920 года патриарх Тихон издал указ № 362 — свод указаний для епархиальных архиереев на случай разобщения епархий с Высшим церковным управлением или прекращения его существования. По этому указу, в случае невозможности для епархиального архиерея осуществлять связь с органами высшей церковной власти или в случае ликвидации органов высшей церковной власти он мог, совместно с архиереями соседних епархий, организовать «высшую инстанцию церковной власти» и даже принимать на себя «всю полноту власти, предоставленной ему церковными канонами» в пределах своей епархии. Найденный патриархом выход из кризиса сохранил управляемость церкви, но не её единство. К этому указу неизменно апеллировали практически все расколы, возникавшие в Русской православной церкви на протяжении XX века.

### Уголовное преследование
Всероссийский центральный исполнительный комитет 23 февраля 1922 года (н. ст.) опубликовал декрет, в котором постановлял местным Советам «изъять из церковных имуществ, переданных в пользование групп верующих всех религий, по описям и договорам все драгоценные предметы из золота, серебра и камней, изъятие коих не может существенно затронуть интересы самого культа, и передать в органы Народного Комиссариата Финансов для помощи голодающим». Декрет предписывал «пересмотр договоров и фактическое изъятие по описям драгоценных вещей производить с обязательным участием представителей групп верующих, в пользование коих указанное имущество было передано». В тот же день была издана специальная инструкция о порядке изъятия церковных ценностей, предусматривавшая точные условия производства работ по изъятию и гарантировавшая правильность этого изъятия.
В связи с декретом о изъятии ценностей патриарх Тихон обратился к верующим с Воззванием от 15 (28) февраля 1922 года:

Мы нашли возможным разрешить церковно-приходским Советам и общинам жертвовать на нужды голодающих драгоценные церковные украшения и предметы, не имеющие богослужебного употребления, о чём и оповестили Православное население 6 (19) февраля с. г. особым воззванием, которое было разрешено Правительством к напечатанию и распространению среди населения.
Но вслед за этим, после резких выпадов в правительственных газетах по отношению к духовным руководителям Церкви, 10 (23) февраля ВЦИК, для оказания помощи голодающим, постановил изъять из храмов все драгоценные церковные вещи, в том числе и священные сосуды и прочие богослужебные церковные предметы. С точки зрения Церкви подобный акт является актом святотатства, и Мы священным Нашим долгом почли выяснить взгляд Церкви на этот акт, а также оповестить о сем верных духовных чад Наших. Мы допустили, ввиду чрезвычайно тяжких обстоятельств, возможность пожертвования церковных предметов, не освящённых и не имеющих богослужебного употребления. Мы призываем верующих чад Церкви и ныне к таковым пожертвованиям, лишь одного желая, чтобы эти пожертвования были откликом любящего сердца на нужды ближнего, лишь бы они действительно оказывали реальную помощь страждущим братьям нашим. Но Мы не можем одобрить изъятия из храмов, хотя бы и через добровольное пожертвование, священных предметов, употребление коих не для богослужебных целей воспрещается канонами Вселенской Церкви и карается Ею как святотатство — миряне отлучением от Неё, священнослужители — извержением из сана (73-е правило Апостольское, 10-е правило Двукратного собора).

Патриарх Тихон считал, что церковные ценности по церковным канонам принадлежат Богу и Церкви и распорядителю — епископу; в своём Послании он употреблял выражение «святотатство» по отношению к изъятию церковных ценностей в пользу голодающих кем-либо, в том числе органами советской власти, в значении — похищение священных вещей.
Послание Патриарха было разослано епархиальным архиереям с предложением довести его до сведения каждого прихода.
Специальная экспертиза на суде над патриархом Тихоном, в составе профессора Кузнецова, епископа Антонина, священников Ледовского и Калиновского постановила, что указанные патриархом Тихоном правила позволяют изымать все церковные ценности. Эксперты и специалисты по церковному праву профессора Н. Д. Кузнецов, Н. М. Никольский, В. Н. Бенешевич и другие показали, что изъятие церковных ценностей не противоречит христианству. Напротив, с точки зрения различных церковных авторитетов, объясняли эксперты, церковные ценности можно передавать и продавать для помощи голодающим. Например, в книге «Правила [ΚΑΝΟΝΕΣ] православной церкви с толкованиями Никодима епископа», изданной в 1911 году, написано следующее толкование на 73 правило святых апостолов:
Впрочем, бывали примеры в самые древние времена, что некоторые епископы брали из церкви все, что в ней было самого драгоценного, даже священные сосуды, и обращали их в деньги, когда являлась потребность накормить голодных или выкупить пленных. Это были дела милосердия, заповеданные Самим Богом, и к ним не может быть применимо ни это Ап. правило, ни другие подобные ему.
В секретной инструкции к посланию патриарх Тихон уведомлял епископат и духовенство:
Хвалим и лобызаем архимандрита Никодима, настоятеля Юрьева монастыря Новгорода, богодухновенно отдавшего из монастыря ценности на многие миллионы рублей на священную войну против тевтонов (немцев). 

Мы с гневом отвергаем и караем отлучением от Церкви даже добровольное пожертвование священных риз чаш: важно не что давать, а кому давать. Читая строки послания нашего, указуйте о сем своей пастве на собраниях, на которых вы можете и должны бороться против изъятия ценностей. Мы разрешаем отдавать только лом и подвески с образов… 
При изъятии церковных ценностей были и крупные сопротивления, в том числе и вооруженные. Эти столкновения между представителями власти и верующими были организованы отдельными представителями духовенства, взявшими за идеологическую основу к своей деятельности послание патриарха Тихона. Наиболее серьёзные выступления против изъятия церковных ценностей в помощь голодающих были в Шуе и Смоленске.
Советский историк Р. Ю. Плаксин писал, что в Москве выступления против изъятия ценностей произошли у церквей Богоявления в Дорогомилове, Николы Явленного на Арбате, Василия Кесарийского и других, организатором их было московское духовенство во главе с архиепископом Никандром и самим патриархом. По словам одного из видных церковных деятелей и одного из лидеров обновленчества Красницкого, 1414 кровавых столкновений имело место в стране в результате Послания патриарха Тихона против Декрета ВЦИК об изъятии церковных ценностей в пользу голодающих.
На одном из судебных процессов, проходивших в Москве, в качестве свидетеля выступал сам патриарх Тихон, попытавшийся уйти от ответственности за те эксцессы, которые были спровоцированы духовенством во исполнение его предписаний, и переложить всю вину на непосредственных участников эксцессов. Однако факты и документы, представленные суду, с неопровержимостью доказали, что злостный саботаж мероприятий советского правительства по борьбе с голодом осуществлялся епископатом и духовенством по прямому указанию главы церкви. По делу патриарха Тихона началось следствие, а сам он был изолирован.

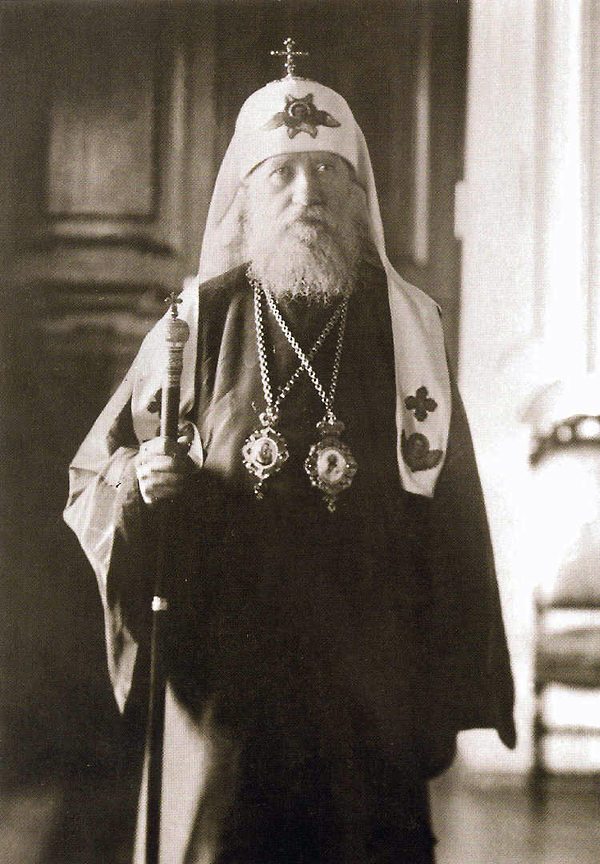
Патриарх Тихон

28 марта 1922 года из-за этого письма патриарха Тихона вызвали на Лубянку и допросили. После этого его вызывали в ГПУ 31 марта, 8 апреля и 5 мая. Все эти допросы не дали ожидаемого результата: осуждение Патриархом Тихоном антиправительственных действий духовенства не состоялось. На допросе 9 мая 1922 года патриарха ознакомили с приговором по московскому процессу о привлечении его к судебной ответственности и взяли подписку о невыезде.
По распространенной версии с 6 мая 1922 года патриарх Тихон находился под домашним арестом на Троицком подворье. Однако эта версия вызывает сомнение у историка В. В. Лобанова. 9 мая на допросе патриарх дал расписку начальнику Секретного отдела ВЧК при СНК РСФСР Самсонову об ознакомлении его с приговором Ревтрибунала о привлечении его к судебной ответственности, а также подписку о невыезде из Москвы. 19 мая 1922 года патриарх Тихон был помещен в Донской монастырь в одну из квартир маленького двухэтажного дома рядом с северными воротами. В житии святителя Тихона указывалось, что теперь он находился под строжайшей охраной, ему запрещалось совершать богослужение. Только раз в сутки его выпускали на прогулку на огороженную площадку над воротами, напоминавшую большой балкон. Посещения не допускались. Патриаршая почта перехватывалась и изымалась.

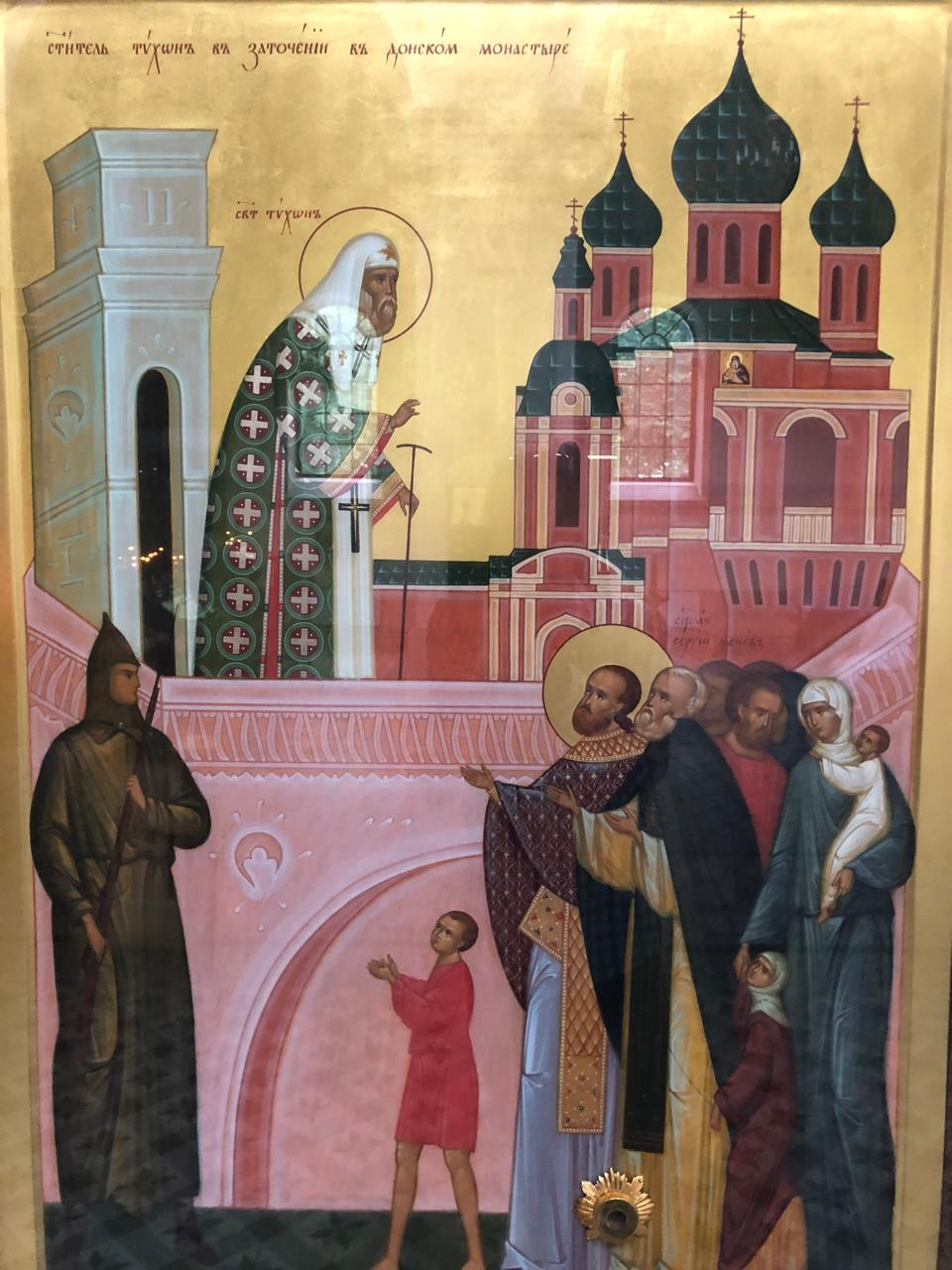
Икона «Святитель Тихон в заточении в Донском монастыре». Покровский собор, Гродно

В газете «Известия» от 6 апреля 1923 года появилось сообщение: «11 апреля судебная коллегия Верховного суда начинает слушать дело бывш. патриарха Тихона и его ближайших приспешников <…> Процесс будет слушаться в Колонном зале Дома Союзов». Номер от 11 апреля содержал краткое извещение: «Процесс бывш. патриарха Тихона откладывается на некоторое время. О дне начал процесса будет объявлено особо».
12 апреля 1923 года Политбюро приняло решение: «Поручить Секретариату ЦК вести дело Тихона со всею строгостью, соответствующей объёму колоссальной вины, совершённой Тихоном», что означало указание суду на необходимость вынесения смертного приговора; 19 апреля Тихон был под стражей препровождён во внутреннюю тюрьму ГПУ, где проходили допросы; 8 мая он был перемещён в ранее занимаемый им дом в Донском монастыре (продолжая находиться под стражей) — для того, чтобы туда могли прибыть делегаты обновленческого Собора, проходившего с конца апреля, с объявлением о лишении его сана и монашества.
8 июня 1923 года патриарх был увезен из Донского монастыря обратно в тюрьму на Лубянке. К этому времени ГПУ и Политбюро окончательно отказались от планов проведения судебного процесса над патриархом. Государственной власти было необходимо признание своей легитимности со стороны патриарха, от него требовалась некая «Декларация» о лояльности, которая сделала бы новую власть законной в глазах верующих, кроме того, нужно было, наконец, добиться отречения от заграничного духовенства.
Идея освободить патриарха из-под ареста и разрешить ему церковную деятельность, потребовав взамен раскаяния перед советской властью, впервые была высказана Ярославским 11 июня 1923 года. Для этого патриарх Тихон должен был раскаяться в совершенных им антисоветских преступлениях, выразить свое теперешнее лояльное отношение к советской власти, отмежеваться открыто и в резкой форме от всех контр-революционных организаций, включая участников эмигрантского Карловацкого церковного собора, выступавших за свержение советской власти, отвергнуть «происки» ряда глав зарубежных церквей: папы Римского, архиепископа Кентерберийского и Патриарха Константинопольского, объявить о проведении церковных реформ (нового стиля). В трех «покаянных» документах патриарх Тихон выполнил все разработанные Ярославским и утвержденные Политбюро пункты условий освобождения из-под ареста. При этом однако, несмотря на неоднократные требования антирелигиозного комитета, патриарх Тихон не высказал своего отрицательного отношения к «проискам» первосвященников двух церквей (православной и протестантской) — Патриарха Константинопольского Мелетия и Архиепископа Кентерберийского Томаса.

Его заявление от 16 июня в Верховный суд РСФСР с ходатайством об изменении принятой в отношении него меры пресечения выражало раскаяние в «поступках против государственного строя»; в газете «Известия» за 1 июля было опубликовано «Факсимиле заявления гр. Белавина (бывш. патриарха Тихона) в Верховный Суд РСФСР» (текст заявления публиковался ранее, 27 июня):

Обращаясь с настоящим заявлением в Верховный Суд РСФСР, я считаю необходимым по долгу своей пастырской совести заявить следующее:
Будучи воспитан в монархическом обществе и находясь до самого ареста под влиянием антисоветских лиц, я действительно был настроен к Советской власти враждебно, причём враждебность из пассивного состояния временами переходила к активным действиям. Как то: обращение по поводу Брестского мира в 1918, анафематствование в том же году власти и наконец воззвание против декрета об изъятии церковных ценностей в 1922. Все мои антисоветские действия за немногими неточностями изложены в обвинительном Заключении Верховного Суда. Признавая правильность решения Суда о привлечении меня к ответственности по указанным в обвинительном заключении статьям уголовного кодекса за антисоветскую деятельность, я раскаиваюсь в этих проступках против государственного строя и прошу Верховный Суд изменить мне меру пресечения, то есть освободить меня из под стражи.
При этом я заявляю Верховному Суду, что я отныне Советской власти не враг. Я окончательно и решительно отмежёвываюсь как от зарубежной, так и внутренней монархическо-белогвардейской контрреволюции.

В том же номере газеты рядом с факсимиле заявления Тихона были опубликованы комментарии в иностранной прессе «об освобождении Тихона» и карикатура на «эмигрантских „литераторов“» (центральная фигура изображала Александра Керенского), оторвавшихся от чтения эмигрантских газет с сообщениями о гонениях на Патриарха и злобно глядящих на свинью с надписью «Заявление б. патриарха Тихона» — с возгласами: «Подложил свинью!» Там же был напечатан материал под заголовком «Религиозные гонения в Польше» — о притеснениях православных в восточных регионах страны (Ровно, Луцке и другие).
26 июня 1923 года было принято постановление об освобождении Тихона, и 27 июня ему была предоставлена свобода в организации деятельности «Патриаршей» церкви (власти на тот момент поддерживали и признавали обновленческие структуры, созданные при помощи ГПУ в мае 1922 года). Большинство исследователей склонны видеть основную причину отмены готовившегося судебного процесса в уступке правительства в ответ на ноту Керзона (известна как ультиматум Керзона), вручённую НКИД 8 мая от имени правительства Великобритании. Нота содержала угрозу полного разрыва сношений с СССР и требовала, среди прочего, прекращения репрессий против Церкви и духовенства (пункты 21 и 22).
Редакционная статья в партийной газете «Правда» от 27 июня завершалась так:
Пусть же пролетарии и крестьяне всего мира, до которых докатилась провокационная кампания политических архиепископов и благочестивых империалистов, — пусть же они узнают, каким плевком наградил их бывший патриарх, которого они хотели использовать, чтобы вонзить свои гнилые зубы в живое тело трудовой советской страны.
4 июля «Известия» опубликовали материал «Обращение патриарха Тихона к архипастырям, пастырям и пасомым православной церкви российской» от 28 июня, в котором патриарх Тихон ставил под вопрос легитимность Собора 1923 года (обновленческого) и развивались идеи, содержавшиеся в его письме в Верховный суд РСФСР 16 июня 1923 года:
Из постановлений его можно одобрить и благословить введение нового стиля календарного и в практику церковную. Что касается моего отношения к Советской власти в настоящее время, то я уже определил его в своём заявлении на имя Верховного Суда, который я прошу изменить меру пресечения, то есть освободить из-под стражи. В том преступлении, в котором я признаю себя виновным, по существу виновно то общество, которое Меня, как Главу Православной Церкви, постоянно подбивало на активные выступления тем или иным путём против Советской власти. Отныне Я определённо заявляю всем тем, что их усердие будет совершенно напрасным и бесплодным, ибо Я решительно осуждаю всякое посягательство на Советскую власть, откуда бы оно ни исходило. Пусть все заграничные и внутренние монархисты и белогвардейцы поймут, что я Советской власти не враг. Я понял всю ту неправду и клевету, которой подвергается Советская власть со стороны её соотечественных и иностранных врагов и которую они устно и письменно распространяют по всему свету. Не минули в этом обойти и меня; в газетах «Новое Время» от 5 мая за № 606 появилось сообщение, что будто бы ко мне при допросах чекистами была применена пытка электричеством. Я заявляю, что это сплошная ложь и очередная клевета на Советскую власть.
Тем не менее он оставался под следствием, и легализации (то есть регистрации в органах власти) Патриархии как органа управления не произошло; решение о прекращении следствия и закрытии дела было принято Политбюро ЦК РКП(б) 13 марта 1924 года, а затем и Президиумом ЦИК СССР 21 марта.
В начале 1925 года под руководством начальника 6-го отделения СО ГПУ Евгения Тучкова началась разработка «шпионской организации церковников», которую, по замыслу следствия, возглавлял патриарх Тихон; 21 марта Патриарх был допрошен на Лубянке. Из постановления Особого совещания при коллегии ОГПУ от 19 июня о прекращении и сдаче в архив дела ввиду смерти подследственного явствует, что существовало «дело № 32530 по обвинению гр. Белавина Василия Ивановича по 59 и 73 ст. ст. УК»; состав преступления по 59-й статье Уголовного кодекса РСФСР включал в себя «сношение с иностранными государствами или их отдельными представителями с целью склонения их к вооружённому вмешательству в дела Республики, объявлению ей войны или организации военной экспедиции», что предусматривало высшую меру наказания с конфискацией имущества.

### Церковная смута
К началу 1921 года в заседаниях Синода могло участвовать лишь весьма ограниченное количество епархиальных архиереев: многие были в эмиграции, другие не могли прибыть в Москву из-за внешних обстоятельств. Другой высший орган церковного управления — Высший церковный совет — распался за убылью своих членов. Вследствие такого положения высшая церковная власть на территории РСФСР практически осуществлялась единолично Патриархом; на территориях же Российского государства с ноября 1918 года создавались временные церковные управления.
С 21 ноября по 3 декабря 1921 года в Сремских Карловцах (Королевство сербов, хорватов и словенцев) прошёл Первый Всезарубежный собор (Русское заграничное церковное собрание), который оформил де-факто независимое церковное образование русских беженцев (номинально признававшее патриарха Тихона), впоследствии именуемое как Русская православная церковь заграницей. 5 мая 1922 года в Москве в соединённом присутствии Священного синода и Высшего церковного совета под председательством патриарха Тихона было вынесено постановление, которым Патриархия отмежевалась от решений и заявлений Собора в Сремских Карловцах и требовала «упразднить Высшее Церковное Управление за-границей». Карловчане исполнили распоряжение чисто формально: 2 сентября 1922 года Собор зарубежных архиереев упразднил ВЦУЗ и образовал Временный заграничный Священный синод.
12 мая 1922 года протоиерей Александр Введенский вместе со священниками Сергием Калиновским, Владимиром Красницким, Евгением Белковым и псаломщиком Стадником прибыл в Троицкое подворье на Самотёке, где тогда находился под домашним арестом патриарх Тихон. Обвинив Патриарха в необдуманной политике, приведшей к конфронтации Церкви с государством и к анархии в церковном управлении, группа потребовала, чтобы он временно отказался от своих полномочий. По некотором размышлении Тихон подписал резолюцию о временной передаче церковной власти с 16 мая митрополиту Ярославскому Агафангелу. 14 мая в «Известиях» было напечатано подписанное епископом Антонином Грановским и рядом священников воззвание «Верующим сынам православной церкви России», говорившее о необходимости проведения нового Поместного собора для преодоления церковной разрухи, вина за которую всецело возлагалась на патриарха Тихона: «Верхи священноначалия держали сторону врагов народа. <…> Руководимая высшими иерархами гражданская война церкви против государства должна быть прекращена». Воззвание Антонина и иже с ним было опубликовано также в большевистской газете «Правда», где его сопровождала статья от редакции «Церковная демократия против церковного феодализма», заканчивавшаяся словами: «<…> нужно приветствовать шаг церковной демократии, срывающей все личины с жадных святейших персон».
15 мая депутация обновленцев была принята председателем ВЦИК Михаилом Калининым, и на следующий день было объявлено об учреждении нового Высшего церковного управления (ВЦУ). Последнее полностью состояло из сторонников обновленчества; первым его руководителем стал епископ Антонин (Грановский), возведённый в сан митрополита. На следующий день власти, чтобы облегчить обновленцам задачу овладения властью, перевезли патриарха Тихона в Донской монастырь в Москве, где он находился в строгой изоляции. К концу 1922 года обновленцы смогли занять две трети из 30 тысяч действовавших в то время храмов. Так начался так называемый обновленческий раскол, который до определённого времени поддерживался органами государственной власти РСФСР и СССР. Церковная структура («староцерковники»), возглавляемая патриархом Тихоном, оказалась вне закона и фактически без высшего руководства.
Второй Поместный всероссийский собор (первый обновленческий), открывшийся 29 апреля 1923 года в Москве, в храме Христа Спасителя, высказался в поддержку советской власти и 3 мая вынес решение о лишении сана «бывшего патриарха Тихона», а также лишении его монашества:
Священный Собор Православной Церкви 1923 года осуждает контр-революционную борьбу и её методы — методы человеконенавистничества. В особенности Собор 1923 года скорбит об анафематствовании Советской власти и всех, её признающих. Собор объявляет анафематствование не имеющим никакой силы. 2. Собор 1923 года осуждает всех тех, кто шёл этим путём и других вёл за собой. И прежде всего это касается ответственного руководителя всей церковной жизнию — Патриарха Тихона, так как патриарх Тихон вместо подлинного служения Христу служил контрреволюции и этим, как лицо, которое должно правильно вести всю церковную жизнь, ввёл в заблуждение широкие церковные массы, то Собор считает Тихона отступником от подлинных заветов Христа и предателем Церкви. На основании церковных канонов сим объявляет его лишённым сана и монашества и возвращённым в первобытное мирское положение. Отныне патриарх Тихон — мирянин Василий Беллавин.
4 мая 1923 года, согласно сообщению «Известий», постановление Собора было вручено лично патриарху Тихону.
По своём освобождении 26 июня 1923 года принял участие в похоронах настоятеля храма святителя Николая в Клённиках Алексия Мечёва.
1 июля патриарх Тихон издал специальное послание, а 15 июля того же года сделал с амвона собора Донского монастыря публичное заявление о своём возвращении к церковному управлению всею Российскою церковью и признании ничтожными всех действий обновленческого ВЦУ и ВЦС.
Бывший тогда председателем Московского епархиального совета Василий Виноградов (впоследствии протопресвитер РПЦЗ), будучи в эмиграции, свидетельствовал в своей книге:
«Покаянное заявление» Патриарха, напечатанное в советских газетах, не произвело на верующий народ ни малейшего впечатления. Без малейшей пропаганды весь верующий народ, как один человек, каким-то чудом Божиим, так формулировал своё отношение к этому «покаянному заявлению»: «Это Патриарх написал не для нас, а для большевиков». «Собор» же 1923 г. ни на один момент не имел для верующего народа ни малейшего авторитета: все хорошо понимали, что вся затея этого «собора» просто проделка Советской власти, никакой церковной значимости не имеющая. В результате своего просчёта Советская власть очутилась перед совершенно неожиданным для неё фактом: подавляющая масса верующего народа открыто приняла освобождённого Патриарха как своего единственного законного главу и руководителя, и Патриарх предстал пред глазами Советской власти не как возглавитель какой-то незначительной кучки верующих, а в полном ореоле фактического духовного вождя верующих народных масс.
Освобождение из-под стражи и в особенности то обстоятельство, что патриарх Тихон начал совершать богослужения, на которые стекались большие массы народа, вызвали обеспокоенность в среде обновленческого руководства. Под опубликованным 6 июля 1923 года материалом «Новое воззвание Тихона» (содержал извлечение из послания мирянам, якобы выпущенного «бывшим патриархом Тихоном», в котором вновь выражалась его «провинность перед народом и Советской властью» и осуждались действия «проживающих в России и за границей злоумных противников» её) была помещена подборка мнений обновленческих деятелей, которые выражали мысль, что теперь патриарх Тихон должен признать также и законность постановления «II-го поместного всеросс. собора» (то есть своё низложение), а новый председатель ВЦС митрополит Одесский Евдоким (Мещерский) комментировал:
В бытность мою в Москве на всероссийском церковном соборе в кулуарах высказывалось предположение о том, что Тихон после того, когда карты его оказались раскрытыми, в значительной мере обезврежен. Однако мы не полагали, что Верховный суд проявит такое гуманное отношение к ярому врагу Советской власти. Для «Живой церкви» освобождённый Тихон также не страшен, так как контр-революционная часть духовенства после отречения Тихона от контр-революционных идей также поспешит от него отмежеваться. Для остатков «тихоновщины» освобождение Тихона, в смысле усиления реакционной части церкви, значения иметь не может.
Бывший же ранее председателем ВЦС митрополит Антонин (Грановский) в своём «разъяснении тихоновского обращения» характеризовал поведение патриарха Тихона после освобождения как «бесцерковную, гордую, чванную, самолюбовательную, раздорническую, спесивую манифестацию».
Основываясь лишь на устном обещании свободы действий, не имея канцелярии, Патриарх пытался организовать общецерковное управление: был созван Временный Священный синод из трёх архиереев: архиепископа Тверского Серафима (Александрова), архиепископа Уральского Тихона (Оболенского) и викарного епископа Илариона (Троицкого); восстановлена деятельность прежнего состава московского Епархиального совета под председательством профессора протоиерея Василия Виноградова, принимавшего также участие и в некоторых заседаниях Синода.
Проходившее в Москве 10—18 июня 1924 года «Великое предсоборное совещание» обновленцев, которое избрало своим почётным председателем Вселенского патриарха Григория VII (тогда склонялся на сторону обновленцев под давлением кемалистов и был представлен в Москве архимандритом Василием Димопуло), на основании признания обновленческого Синода восточными патриархами вынесло заключение: «Отныне бывший Патриарх Тихон — глава секты».

### Последние месяцы, кончина и погребение

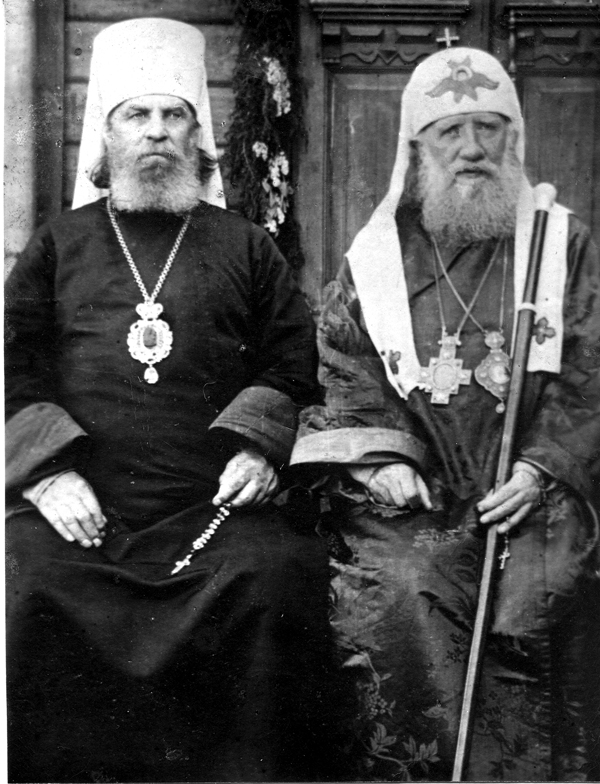
Патриарх Тихон и митрополит Пётр (Полянский) (слева)

9 декабря 1924 года при попытке разбойного нападения на дом патриарха в Донском монастыре был убит Яков Полозов — весьма близкий патриарху человек, бывший его келейником с 1902 года. Это произвело на патриарха гнетущее впечатление; он настоял, несмотря на сопротивление властей, на том, чтобы Полозов был похоронен на территории Нового Донского кладбища (могила вскоре была перенесена по инициативе родственников с территории Нового Донского кладбища к внешней стороне южной стены Малого Донского собора ввиду начавшегося строительства Донского крематория).
13 января 1925 года переехал в клинику Бакуниных (Остоженка, 19); но продолжал регулярно совершать богослужения в московских храмах. Последнее богослужение — хиротония епископа Сергия (Никольского) в храме Большое Вознесение 23 марта (5 апреля) 1925 года, за два дня до смерти.
28 февраля 1925 года патриарх Тихон обратился в НКВД с новым ходатайством о регистрации Священного синода в составе: патриарх Московский и всея России Тихон — председатель, митрополит Нижегородский Сергий (Страгородский), митрополит Уральский и Николаевский Тихон (Оболенский), митрополит Тверской и Кашинский Серафим (Александров), митрополит Крутицкий Пётр (Полянский), епископ Херсонский и Одесский Прокопий (Титов), временно управлявший Самарской епархией епископ Мелитопольский, викарий Таврической епархии Сергий (Зверев). Ходатайство удовлетворено не было.
25 марта (7 апреля) 1925 года, в праздник Благовещения, патриарх скончался на 61-м году жизни — по официальным данным, от сердечной недостаточности (мнение, что он мог быть отравлен, не имеет официального подтверждения).

Характерно, что за семь лет своего патриаршества он совершил 777 литургий и около 400 вечерних богослужений. То есть получается, что он служил примерно каждые два-три дня…
Чин погребения был совершён 30 марта (12 апреля) 1925 года, в Вербное воскресенье, в Донском монастыре; участвовали 56 архиереев и до 500 священников, пели хоры Чеснокова и Астафьева. Был похоронен с внутренней стороны южной стены трапезной Малого Донского собора. В день погребения патриарха Тихона состоялось совещание собравшихся на его отпевание архипастырей, на котором обязанности патриаршего местоблюстителя возложены были на митрополита Крутицкого Петра (Полянского).

15 апреля «Правда» и «Известия» опубликовали «Предсмертное завещание» от имени покойного патриарха с факсимиле подписи, подписанное им в день своей смерти, и переданное митрополитом Крутицким Петром (Полянским) и митрополитом Уральским
Тихоном (Оболенским) в редакцию газеты «Известия». В Завещании изложено следующее:

Призывая на архипастырей, пастырей и верных нам чад Благословление Божие, молим вас со спокойной совестью, без боязни погрешить против Святой Веры, подчиниться Советской власти не за страх, а за совесть…
мы призываем всех возлюбленных чад богохранимой Церкви Российской в сие ответственное время строительства общего благосостояния народа слиться с нами в горячей молитве ко Всевышнему о ниспослании помощи Рабоче-Крестьянской власти в её трудах для общенародного блага.
Призывая церковноприходские общины и особенно их исполнительные органы не допускать никаких поползновений неблагонамеренных людей в сторону антиправительственной деятельности, не питать надежд на возвращение монархического строя и убедиться в том, что Советская власть — действительно народная Рабоче-Крестьянская власть и потому прочная и непоколебимая.

С 1925 года в РПЦЗ отрицалось подлинность Завещания, в своем печатном органе «Церковные ведомости» в том же году текст сочинения был издан, как перепечатка из газеты «Известия», под названием: «Выдаваемое большевиками за завещание Святейшего Патриарха Тихона». Георгий Граббе выдвинул конспирологическую версию о завещания патриарха — существовавшую в разных редакциях, которые готовились в ведомстве Евгения Тучкова и вопрос о его подлинности, которая сразу же была поставлена под сомнение в РПЦЗ, до конца не разрешён.
Священнослужитель РПЦ, историк церкви и канонист В. А. Цыпин пишет о Завещании следующее:

До сих пор некоторые церковные публицисты и историки отвергают принадлежность его патриарху Тихону. В настоящее время, в связи с тем, что подлинник документа стал доступен для исследования, сомнения в том, что он был действительно подписан патриархом, утратили серьёзные основания.

## Почитание и канонизация

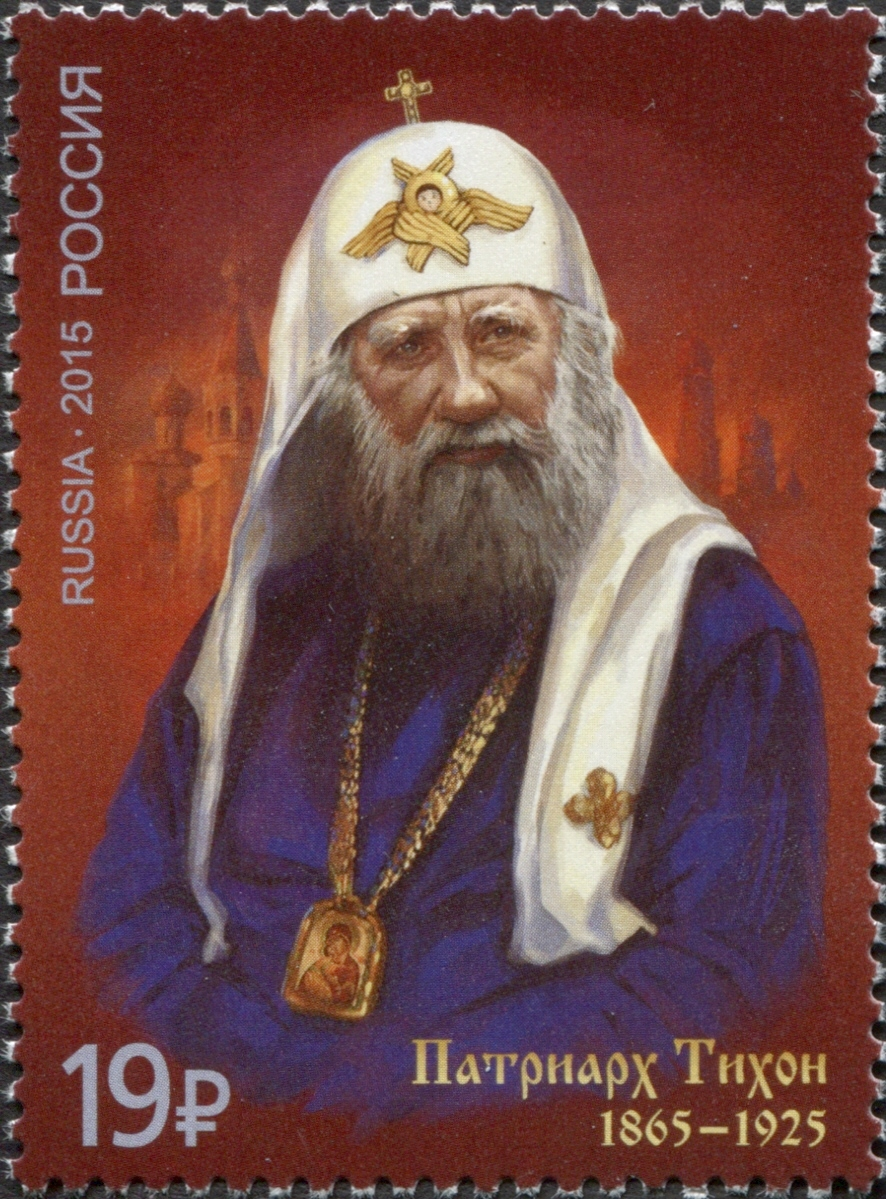
Почтовая марка России, 2015 год

Анонимно издавшая в эмиграции свои воспоминания свидетельница похорон патриарха Тихона писала:
К Донскому стечение народа было огромное. По приблизительному подсчёту, там перебывало в те скорбные дни не менее одного миллиона людей. Вокруг Донского все ведущие к нему улицы и вся Калужская площадь были запружены народом. Уличное движение по ним прекратилось, трамваи доходили лишь до Калужской площади. Порядок поддерживался рабочими-распорядителями, у которых на рукаве была чёрная повязка с белым крестом. <…> Очередь от Нескучного — версты 1,5 от монастыря — шла по четверо в ряд. Передвигались до собора более трёх часов. Беспрерывно пополняясь у Нескучного вновь прибывающими, этот медленно день и ночь движущийся людской поток не походил на обычные «хвосты». Это было торжественное шествие. <…> В день погребения Патриарха погода стояла чудесная — тёплая, ясная, весенняя. Служба, по установленному чину, началась в 7 ч. утра и продолжалась до наступления темноты. Двери собора были открыты настежь, т. ч. не поместившимся внутри его и стоявшим впереди было слышно богослужение, а пение доносилось и дальше. От вторивших ему передних рядов оно перекатывалось в задние, и пела вся многотысячная толпа. Это было заупокойное служение всенародное. Духовный и молитвенный подъём был так велик, что даже не слышалось плача. Это было не только погребение Патриарха Тихона, но и всенародное его прославление.
1 ноября 1981 года решением Архиерейского собора Русской православной церкви заграницей патриарх Тихон был канонизирован в лике исповедников со включением в Собор святых новомучеников и исповедников Российских и установлением памяти 25 марта.
9 октября 1989 года был канонизирован Архиерейским собором Русской православной церкви. Патриарх Тихон был канонизован не как исповедник, переживший тяжесть первого периода гонений на Церковь, а как святитель, что было связано с опасением отрицательной реакции со стороны ещё действовавших тогда советских государственных организаций. По свидетельству протоиерея Николая Владимировича Соколова, работавшего в 1980-е годы в Московской патриархии в должности референта патриарха Пимена (Извекова), канонизация патриарха Тихона была инициирована председателем Совета по делам религий Константином Харчевым вскоре по его назначении на должность — непосредственно в ходе разговора с патриархом Пименом (как «восстановление его доброго имени»).
Канонизация патриарха Тихона была первым шагом к прославлению новомучеников и новых исповедников Российских, пострадавших в годы революционной смуты и большевистского террора. Впоследствии патриарх Тихон возглавил Собор новомучеников и исповедников Российских. На иконе «Собор Новомучеников и Исповедников Российских» патриарх Тихон находится в центре, слева от престола.
В начале 1992 года в Малом соборе Донского монастыря произошёл пожар, в результате чего выгорела трапезная часть храма. В результате последовавших после того под руководством археолога Сергея Беляева целенаправленных раскопок, под надгробьем в трапезной части храма были обнаружены мощи патриарха Тихона; 19 февраля 1992 года совершилось обретение его мощей. Мощи ныне покоятся в Большом соборе Донского монастыря.
Первоначально днями памяти святителя Тихона были: 25 марта (по юлианскому календарю) — день его преставления; а также 26 сентября — в день его прославления в лике святых. 3 декабря 2007 года патриарх Алексий II по представлению календарного отдела издательского совета Русской православной церкви благословил внести в официальный месяцеслов ещё один день памяти святителя Тихона — 5 ноября по юлианскому календарю — дату избрания на Всероссийский Патриарший престол. 4 мая 2017 года Священный синод Русской православной церкви включил в богослужебный месяцеслов соборную память «Отцев Поместнаго Собора Церкви Русския 1917—1918 гг.». В качестве дня памяти установлена дата 5 (18) ноября — день избрания святителя Тихона на патриарший престол.
В настоящее время дни памяти: 26 сентября (9 октября) — прославление; 5 (18) октября — Собор Московских святителей; 5 (18) ноября — избрание на патриарший престол; Собор новомучеников и исповедников Церкви Русской — 25 января (7 февраля), если это воскресный день, а если нет — то в ближайшее воскресенье к 25 января; 9 (22) февраля — обретение мощей; 25 марта (7 апреля) — преставление.
В 1990 году в Клину был освящён (переосвящение ранее закрытого храма) первый в России храм в честь святителя Тихона, патриарха Всероссийского

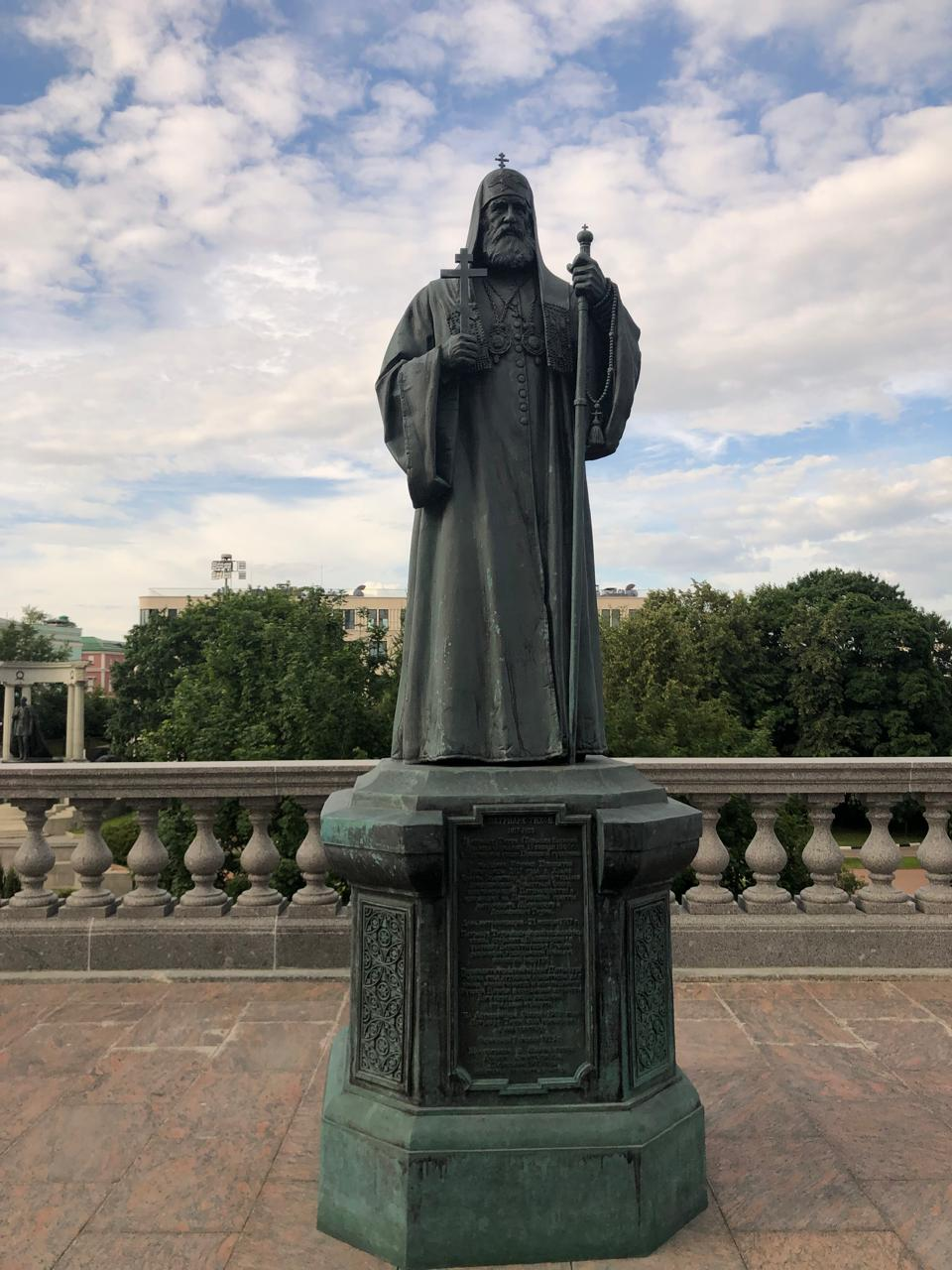
Памятник на площади Храма Христа Спасителя

22 августа 2023 года на въезде в посёлок Кунья был установлен памятник патриарху Тихону.
В сентябре 2024 года в Великих Луках на Вознесенской площади напротив Вознесенского кафедрального собора был установлен памятник патриарху Тихону в преддверии грядущего столетия со дня его кончины.

## Награды
- Орден Святой Анны 2-й степени (1895).
- Орден Святого Владимира 3-й степени (1901).
- Орден Святой Анны I степени (1904).
- Орден Святого Владимира 2-й степени (1909).
- Орден Святого Александра Невского (1913).
- Бриллиантовый крест для ношения на клобуке (1916 год).
- Золотой знак Императорского православного палестинского общества.
- Знак Святой Нины 2-й степени.

## Труды
- О лице Господа Иисуса Христа // «Странник». СПб., 1890. Том 2.
- Вегетарианство и его отличие от христианского поста // «Странник». — СПб., 1895. Том 1.
  - Вегетарианство и его отличие от христианского поста. — М.: Новая книга, 1996. — 31 с.
- О подвижничестве // «Странник». СПб., 1897. — Том 2.
- Речь архимандрита Тихона при наречении его во епископа Люблинского (18 октября 1897 года) // «Прибавления к Церковным ведомостям». — СПб., 1897. — № 43.
- Поучение преосвященного Тихона, епископа Алеутского и Северо-Американского, к новопоставленному иерею // «Прибавления к Церковным ведомостям». — СПб., 1900. — № 22.
- Речь при освящении Нью-Йоркской православной русской церкви, 10 ноября 1902 года // «Прибавления к Церковным ведомостям». — СПб., 1902. — № 50.
- Приветствие членам Собора Православной Российской Церкви от лица Московской кафедры (16 августа 1917 года). — Пг., 1918.
- Слово в Успенском соборе Московского кремля по принятии жезла Святителя Петра митрополита (21 ноября 1917 года). — Пг., 1918.
- Приветствие членам Освящённого Собора Православной Российской Церкви (22 ноября 1917 года) // «Прибавления к Церковным ведомостям». — Пг., 1918. — № 6.
- Грамота по случаю вступления на патриарший престол (от 18 декабря 1917 года) // «Церковные ведомости». — Пг., 1918. — № 1.
- Послание к епископам Грузинского Экзархата, отделившимся от Русской Православной Церкви (29 декабря 1917 года) // «Церковные ведомости». — Пг., 1918. — № 3—4.
- Новогоднее слово (1 января 1918 года) // «Прибавления к Церковным ведомостям». — Пг., 1918. — № 1.
  - Новогоднее слово. Россия в проказе // Церковь и демократия. — М.: Отчий дом, 1996.
- Послание Святейшего Тихона, патриарха Московского и всея России от 19 января 1918 г. (с анафемой) // «Богословский вестник». — Сергиев Посад, 1918. Том I.
- Речь на торжественном собрании Священного Собора Российской Православной Церкви, посвящённом памяти мученически скончавшегося высокопреосвященного Владимира (Богоявленского), митр. Киевского и Галицкого, 15 (28) февраля 1918 года // «Прибавления к Церковным ведомостям». — Пг., 1918. № 9—10.
- Послание Святейшего Тихона, Патриарха Московского и всея России от 2 (15) марта 1918 г. (по поводу происходящей в стране междоусобной брани) // «Церковные ведомости». — Пг., 1918. — № 7—8.
- Послание Святейшего Тихона, Патриарха Московского и всея России от 5 (18) марта 1918 г. (по случаю заключения Брестского мира) // «Церковные ведомости». — Пг., 1918. — № 9—10.
- Послание Совету Народных Комиссаров по случаю первой годовщины октябрьской революции от 13 (26) октября 1918 года. Нью-Йорк, 1919.
- Слово высокопреосвященного митрополита Тихона, в Крестовой церкви Троицкого Подворья при благовестии ему патриаршества (5-го ноября 1917 года) // «Сергиевские листки». Paris, 1932. — № 11 (61).
- Заявление в ВЦИК по вопросу перехода на Григорианский календарь от 30 сентября 1924 года // Вестник РСХД, 1975. — № 115.
- Письмо архиепископу Серафиму Финляндскому от 9 ноября 1923 года. // Вестник РСХД, 1975. — № 115.
- Письмо архиепископу Серафиму Финляндскому от 23 января (5 февраля) 1921 года. // Вестник РСХД, 1975. — № 115.
- Письмо архиепископу Серафиму Финляндскому от 16 августа 1923 года. // Вестник РСХД, 1975. — № 115.
- Послание от 1 июля 1923 года // Вестник РСХД, 1975. — № 115.
- Послание от 15 (28) февраля 1922 года. О помощи голодающим и об изъятии церковных ценностей // Вестник РСХД, 1970. — № 98.
- Послание от 19-го января 1918 года // Вестник РСХД, 1970. — № 98.
- Послание от 20-го января 1918 года // Вестник РСХД, 1968. — № 89-90.
- Послание от 25 октября 1918 года // Вестник РСХД, 1968. — № 89-90.
- Слово Патриарха Московского и Всея Руси святителя Тихона на великий грех цареубийства. — Б. м.: Б.и., 1995.
- Россия в проказе. — М.: Лодья, 1998. — 127 с.
- Слово в день годовщины священного коронования 14 мая 1905 года, произнесённое св. патриархом Тихоном, в бытность его архиепископом Алеутским и Северо-Американским в Нью-Йоркском соборе // «Православная жизнь». — Jordanville, 2001. — № 7 (618).
- «В годину гнева Божия…»: послания, слова и речи. — М.: ПСТГУ, 2009. — 290 с. — (Слово исповедников XX века). — ISBN 978-5-7429-0387-1
- Взгляд Святой Церкви на брак // Муж и жена в христианском браке: XX веков спустя. — М.: Изд-во Московской Патриархии Русской Православной Церкви, 2011. — С. 121—137.

## Нумизматика

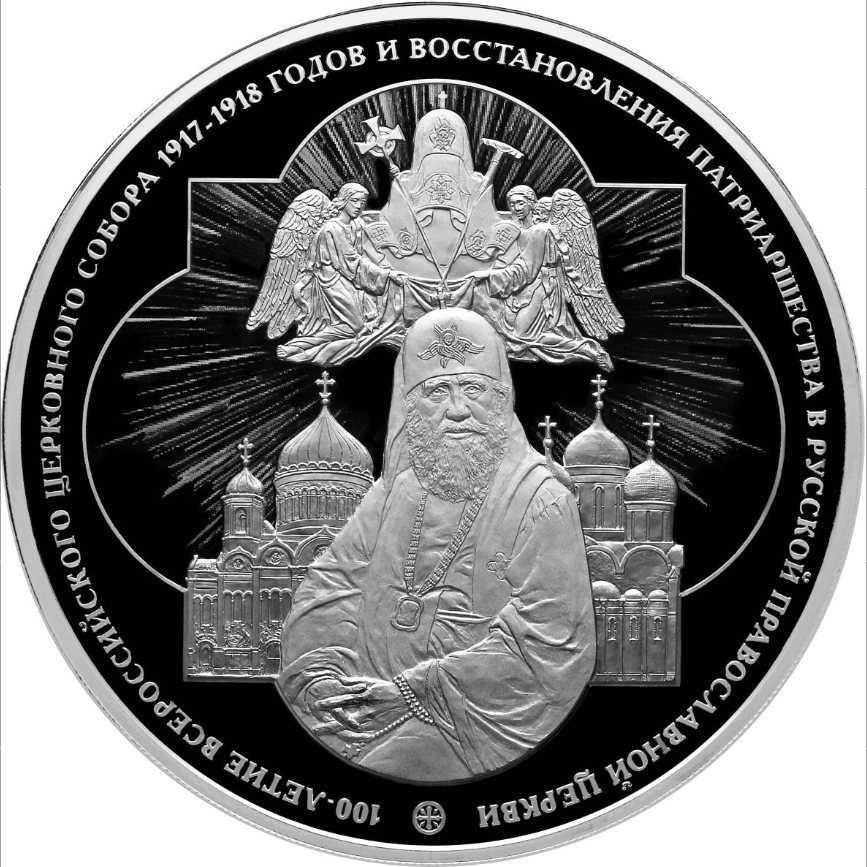
100 рублей 2018 г., серебро. 100-летие открытия Всероссийского Церковного Собора 1917—1918 годов и восстановления Патриаршества в Русской Православной Церкви

25 октября 2018 года Банк России выпустил в обращение памятную серебряную монету номиналом 100 рублей «100-летие Всероссийского Церковного Собора 1917—1918 годов и восстановления Патриаршества в Русской православной церкви». На монете расположен рельефный портрет Патриарха Тихона.

## Комментарии
1. ↑  После 1917 года во многих документах его фамилию писали как Белавин.
2. ↑  Последний раз епископ Тихон гостил у неё в Торопце на Рождество 1903 года, проездом из Петербурга назад в Сан-Франциско, в свою епархию.
3. ↑  Бывший Дом Благородного собрания на Охотном Ряду